# ゲームボーイカラー
ゲームボーイカラー（GAME BOY COLOR）は、1998年10月21日に任天堂が発売した携帯型ゲーム機。略称は「GBC」。
ゲームボーイ派生機の一つ。カラー液晶ディスプレイ搭載の携帯ゲーム機としては、日本国内では1990年のセガのゲームギア、NEC-HEのPCエンジンGT以来8年振りのリリースとなった。キャッチコピーは「色気のない生活なんて…」「色のあるよろこび。」「カラーがあれば、まいにちたのしい。」と数種類ある。

## 沿革
- 1998年9月1日 - 同年10月21日に発売することを発表[5]。
- 1998年10月21日 - 発売。
- 1999年3月31日 - 販売台数が予想を上回る310万台を販売[6]。
- 1999年4月23日 - 同年5月14日より小売標準価格8,900円から6,800円へ値下げすることを発表[6]。
- 2001年3月21日 - 互換性のある次世代機『ゲームボーイアドバンス』発売[注釈 2]。新たにLRボタンを搭載。
- 2006年9月末 - ゲームボーイカラー本体の生産終了。
- 2012年6月 - 修理サポートを終了[7]。

## ハードウェア

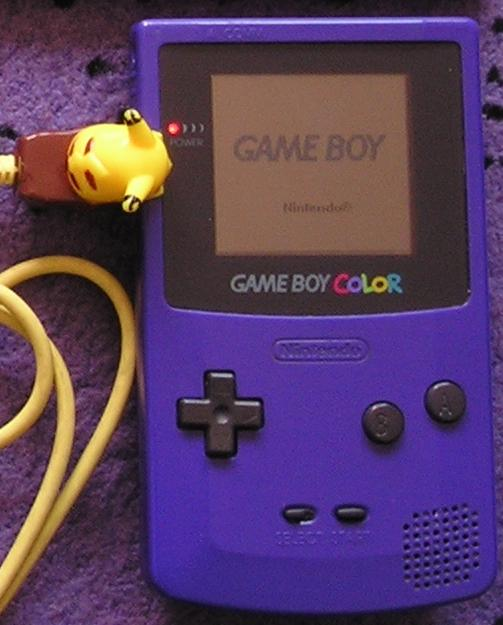
通信ケーブル接続時の状態

開発
ゲームボーイをカラー化する構想はゲームボーイ発売後からあり、1992年にはカラーの試作品が作られたが、筐体サイズの肥大化およびバックライトの必要なカラー液晶による電池の消耗の激しさから製品化は見送られた。
その後1997年になると反射型カラー液晶が安価になったことでコスト面および電池消耗の問題が解消したため、ゲームボーイのプロジェクトリーダーであった岡田智をプロジェクトマネージャーとして本機の製品化を目指して開発が始まった。開発期間が10か月しかなかったため、1992年に作成した試作品が役に立った。
本体の標準色はアメリカ合衆国の市場調査で最も人気のあった色として青紫（パープル）が採用された。また、青紫は「男性的な青」と「女性的な赤」を合わせた、「中性的な色」という意味合いもある。
日本国外向けには、本体色はパープルとクリアパープルだけにする予定だった が、後には海外でも日本向けと同じ色の本体や、海外版限定色であるキウイ色の本体が発売された。日本製のソフトや周辺機器の使用が可能。
また、発表当初の試作品と製品版では液晶部分のデザインがやや異なっている。
ゲームボーイと比較して、以下の特徴を有する。
互換性
ゲームボーイの上位互換機として開発され、ゲームボーイ用のソフトも動作する。
カラー画面
画面が4階調モノクロだったゲームボーイに対し、32,768色中最低4-10色、最大56色の色表示が可能になった。ゲームボーイカラー対応ソフトか否かで挙動が変化する。
表示画面として、シャープが開発した反射型カラー液晶「スーパーモバイル液晶」を採用、従来のカラー液晶と比べてバックライトを持たないため省電力化されたほか、屋外での視認性が向上した。ゲームボーイライトまでは画面の濃度を手動で調整していたが、反射式液晶にはコントラストを自動補正する機能が搭載されている。
カラー共通・専用ソフトでの挙動
ゲームボーイカラー専用もしくはゲームボーイ&カラー共通で起動した場合、最大56色の同時発色表示が可能。これは画面描画中にカラーパレットを書き換えることで実現している。
従来のゲームボーイソフトでの挙動
起動時の配色選択で4-10色のカラーが割り当てられる。背景の配色が4階調、キャラクター表示などに用いられるスプライトが3階調+透過色の配色を2パターン持つため、4+3×2で最大10色となる。背景とスプライトの表示色を変えることによって従来背景に埋もれてしまっていたキャラクタが見やすくなる反面、本来意図されていない見え方になることもある。
配色は12パターンあり、起動画面が終了するまでに十字キー4方向とA/Bボタンでのコマンド入力を行うことで選択できる。以下、ゲームボーイカラーの取扱説明書の20ページよりコマンドを抜粋。後年発売されたゲームボーイアドバンスとゲームボーイアドバンスSPも同一のコマンドである。
|       | コマンド   | 画面色         |       | コマンド   | 画面色   |
| ----- | ---------- | -------------- | ----- | ---------- | -------- |
| 赤 系 | 上         | 明るいセピア   | 青 系 | 左         | 明るい青 |
| 赤 系 | 上+Aボタン | 赤             | 青 系 | 左+Aボタン | 暗い青   |
| 赤 系 | 上+Bボタン | 暗いセピア     | 青 系 | 左+Bボタン | グレー   |
| 黄 系 | 下         | パステルカラー | 緑 系 | 右         | 明るい緑 |
| 黄 系 | 下+Aボタン | オレンジ       | 緑 系 | 右+Aボタン | 暗い緑   |
| 黄 系 | 下+Bボタン | 黄             | 緑 系 | 右+Bボタン | 反転     |
一般的なソフトでは背景が緑系統でスプライトが赤系統の配色がデフォルトだが、任天堂のソフトではコマンド入力では出せない特定のソフト専用の配色が用意されている場合がある。例えば『ポケットモンスター 赤・緑』ではそれぞれ赤・緑を基調とした配色が選ばれ、『星のカービィ』では専用の紫調の色彩になる。
スーパーファミコン向けのスーパーゲームボーイシリーズの色選択機能の後継ともいえるが、両者に互換性はない。
後のニンテンドー3DS版バーチャルコンソール配信のゲームボーイ用ソフトではモノクロ表示のみでカラー選択はできない。
通信機能

赤外線通信機能を内蔵。ゲームボーイシリーズの中では赤外線通信が本体内蔵された唯一のモデルである。使用できるのは一部の対応ソフトに限られ、用途は主にアイテムの送受信など小さめのデータのやり取りで、通信ケーブルに代わるものではなかった。
その他
カートリッジ交換は電源を切ることで行うことができる。
ゲームボーイにあったコントラスト調整ダイヤルは液晶の視認性が向上したため、ユーザーが調整する必要がなくなり、ユーザーが触れにくい位置に移動している。
本機では起動画面が変更され、ゲーム開始までにかかる時間が従来より大幅に短縮された。
任天堂のハードでストラップホールが初めて搭載された。
ゲームボーイカラー専用ソフトの開発には、CPUの倍速クロックモードが選択可能だが、消費電力も上がり、電池寿命が短くなる為、指定のレジスタに値を書き込む事で、CPUクロックモードをいつでも変更できる仕様になっている。このクロックは、シリアル通信と赤外線通信の通信機能にも利用されており、通信速度も高速モードが使用できるようになっている。

### 仕様
- CPU：	LR35902 4MHz / 8MHz（カラー専用カートリッジ用の倍速モード） カスタムZ80と表記されるが、厳密にはIntel 8080に近似した仕様のプロセッサ。
- RAM : 32kバイト（カートリッジ側に128kバイトまでの増設メモリを搭載可能）[14]
- VRAM：16kバイト[14]
- ROM：最大64Mビット（＝8Mバイト、発売されたソフトの実績値）
- 画面：2.3インチTFT液晶ディスプレイ（160×144ドット、32768色中最大56色表示可能）
- スプライト：8×8（最少）1画面中 最大40個表示 / 1水平ライン上に 最大10個表示
- BG：1面／256×256制御（32x32タイル）
- ウィンドウ機能（スクロール制限あり）
- サウンド：パルス波（矩形波）2ch+波形メモリ音源1ch+ノイズ1ch

ステレオ出力可。イヤホン使用時のみステレオ音声。イヤホン未使用時は本体に登載のスピーカーが1つの関係で各チャンネルの音声は合成されてモノラル出力となる。
- 寸法：78mm × 133.5mm × 27.4mm
- 電源：単3形乾電池2本（単3アルカリ乾電池2本使用で平均約20時間稼動可能になり、寿命が大幅に向上した）
- 通信：シリアル通信ポート、赤外線通信

## 本体
1998年10月21日発売時の本体カラーは6色。型番はCGB-001。希望小売価格は8,900円（税別）で1999年5月14日に価格改定され6,800円となる。

### カラーバリエーション

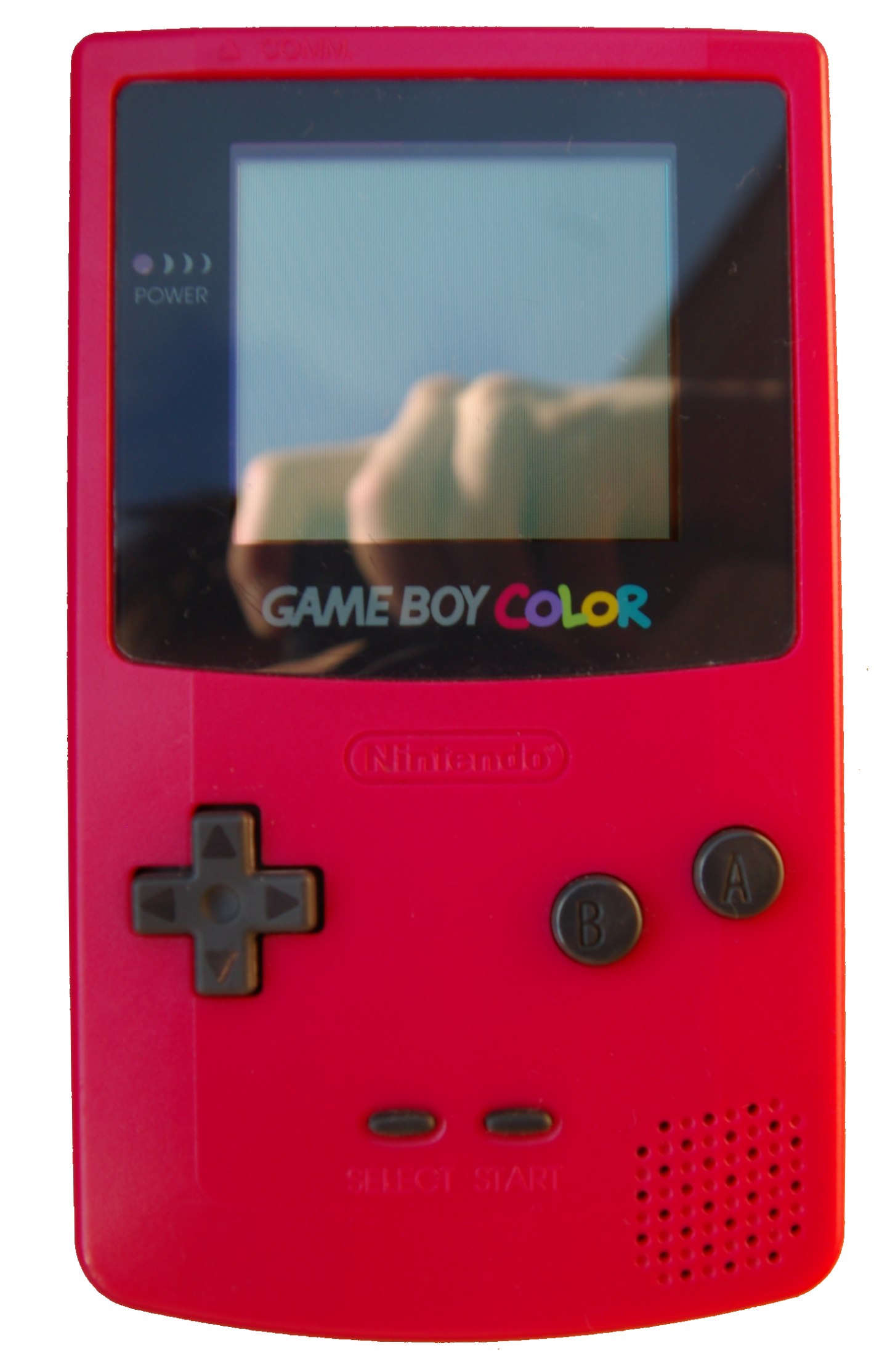
レッド
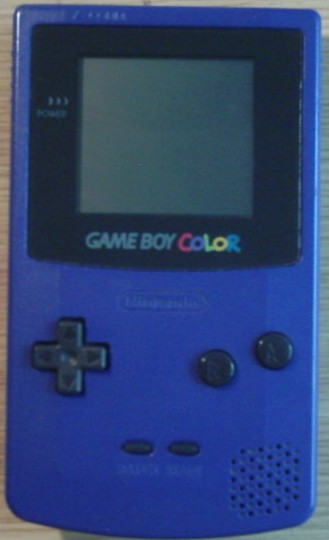
パープル
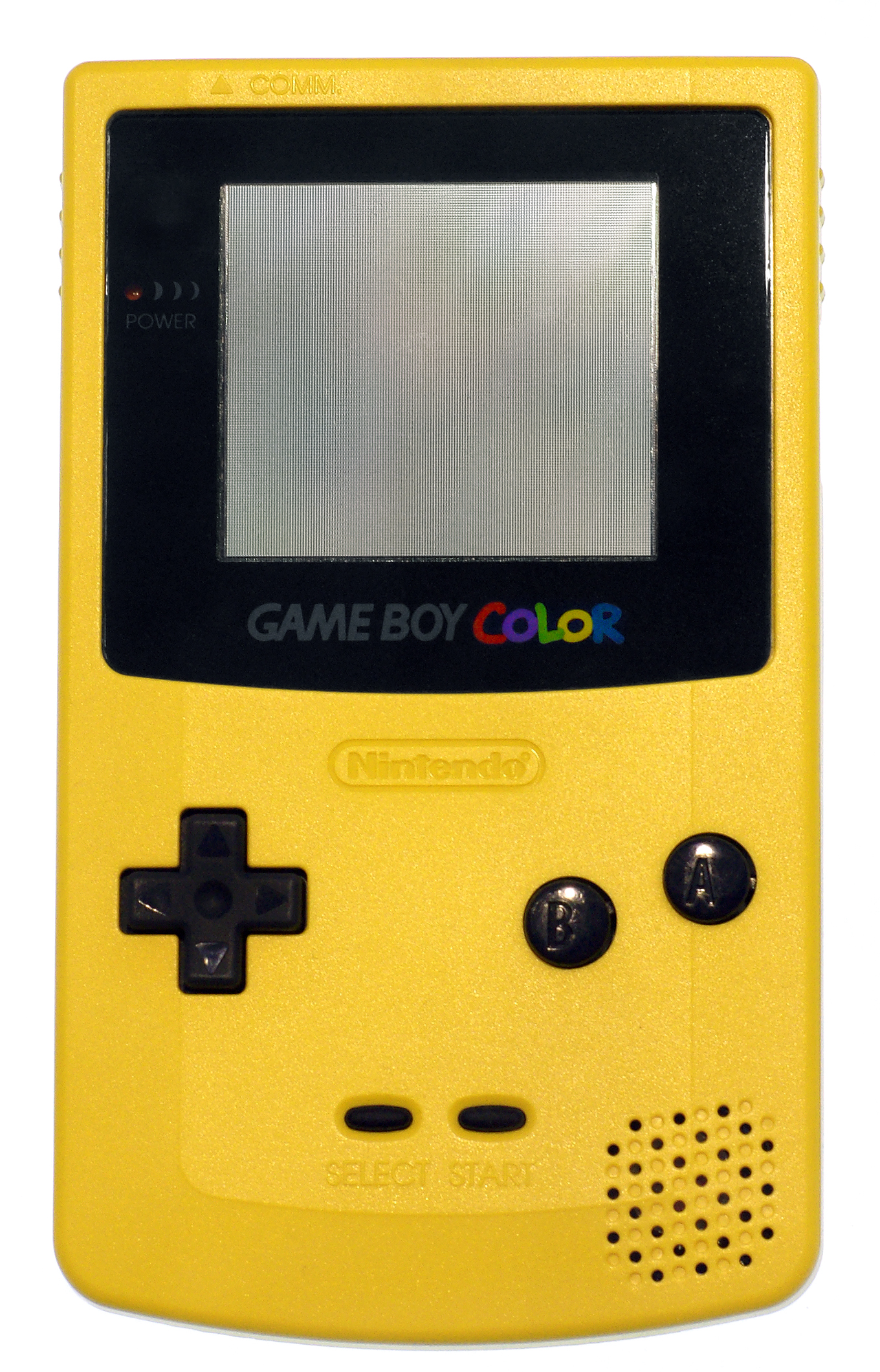
イエロー
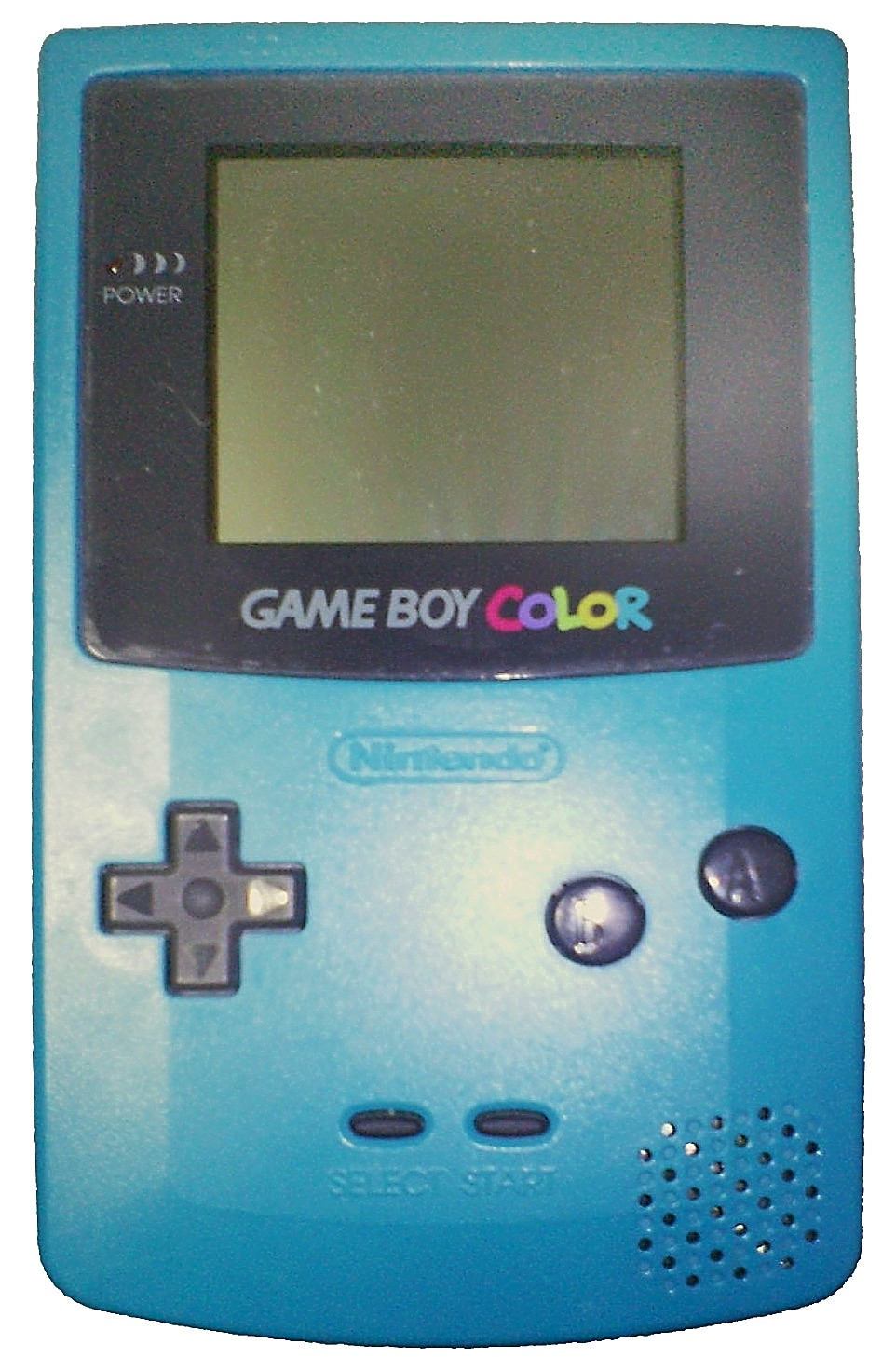
ブルー

本機は限定カラーが多く発売された。
オリジナルカラー
レッド
パープル
イエロー
ブルー
クリア
クリアパープル
トイザらス限定カラー
アイスブルー（1999年7月）
ミッドナイトブルー（1999年11月）
クリアグリーン（2000年11月）
大型玩具ショップ「トイザらス」でのみ発売された。
TSUTAYA限定カラー
ウォーターブルー（2000年8月5日）
ローソン限定カラー
アクアブルー&ミルキーホワイト（1999年8月）
福岡ダイエーホークス優勝限定カラー
クリアオレンジ&クリアブラック（1999年10月）
'99年ダイエーのパ・リーグ優勝記念で発売。
エイデン限定カラー
クリアブラック（2000年12月10日）
カードキャプターさくら限定カラー
ホワイト&ピンク（1999年3月24日）
イトーヨーカドーとメッセサンオーのみの限定販売
本体表面にさくらのイラストとロゴが入った貴重な機種
イマジニア / ハローキティ・スペシャルボックス 限定カラー
（1998年12月）
イマジニア / ハローキティ・スペシャルボックス2 限定カラー
（2000年7月19日）
限定販売されたハローキティバージョンは女の子に人気で即完売した。
ポケモンセンター / ポケットモンスター金・銀 記念バージョン 限定カラー
（1999年11月21日）
ジャスコ限定第一弾 限定カラー （JUSCOオリジナル マリオバージョン）
（1999年4月）
ジャスコ限定第二弾 限定カラー （JUSCOオリジナル マリオバージョン）
（1999年8月）
ジャスコ創業30周年記念に発売された。マリオのイラストがついている。
全日空限定 限定カラー
（1999年5月）
全日空のマイレージなどのキャンペーンの対象商品として用意された。
ポケモンセンター / ポケットモンスター3周年記念限定モデル
（1999年2月20日）
ポケモンセンターで買うことができた。
パナソニック / アルカライン限定
（1998年 - 1999年）
'98年に行われたキャンペーンの景品用。
サクラ大戦GB限定カラー
クリアチェリーピンク（2000年7月28日）
サクラ大戦GB発売記念モデル。ソフトとのパック販売のみで本体単体での販売はなし
アメリカ限定 / キウイカラー
果物のキウイフルーツの色。アメリカ限定発売。
台湾限定 / ポケモンバージョン
前面はクリアーグリーン、背面はホワイトのツートンカラー。画面フレームに「ポケモン」のキャラクターイラストが入っている。
香港限定 / ポケモンバージョン
前面はクリアーブルー、背面はホワイトのツートンカラー。画面フレームは台湾限定版と同じデザイン。
- レッド
- パープル
- イエロー
- ブルー

## 周辺機器
- ゲームボーイ&カラー共通カートリッジ（黒色）
- ゲームボーイカラー専用カートリッジ（スケルトン）

ゲームボーイポケット用周辺機器（型番がMGBのもの）も使用可能。
| 型番    | 名称                          | 価格    | 備考 |
| ------- | ----------------------------- | ------- | --- |
| CGB-002 | カートリッジ                  |         | カートリッジのみの販売はない。 ラベル側から見て右上に切り欠きがなく初代機に挿入しても電源が入らない。 なお、ゲームボーイカラー専用ソフトにはカートリッジケースは付属されない。 |
| CGB-003 | 通信ケーブル                  | 1,500円 | MGB-008Bと同等。 |
| CGB-004 | 変換コネクタ                  |         | MGB-004とは逆にMGB-008・CGB-003を初代GB対応にする。 DMG-014同等品。日本では未発売。                                                                                            |
| CGB-005 | モバイルアダプタGB            | 3,800円 | GBA用ソフトにも対応ソフトあり。 |
| MGB-002 | バッテリーパック              | 1,900円 | 満充電で7時間から10時間の使用が可能。 |
| MGB-003 | チャージャ                    | 3,500円 | 家庭用コンセントからバッテリーパックを充電する。 |
| MGB-004 | 変換コネクタ                  | 800円   | ゲームボーイ専用通信ケーブルを本機で使用可能にするコネクタ。 |
| MGB-005 | ACアダプタ                    | 1,500円 | 家庭用コンセントから電源を供給 |
| DMG-013 | 振動カートリッジ              |         | 『ポケモンピンボール』などに搭載。振動機能を使うには、単四乾電池1本必要。 型番は「DMG」だがゲームボーイカラー専用/共通ソフトしか存在しない。                                   |
| DMG-020 | ジャイロセンサー カートリッジ |         | 『コロコロカービィ』などに搭載。 型番は「DMG」だがゲームボーイカラー専用ソフトしか存在しない。                                                                                 |

NINTENDO 64用周辺機器としてスーパーゲームボーイ3（仮）が出る予定だったが、展示会出展用の専用機器が作られたのみで市販はされなかった。そのためゲームボーイカラー専用ソフトは、ゲームキューブの周辺機器であるゲームボーイプレーヤーが発売されるまでの4年間、現行の据置型ゲーム機では遊べなかった。例外として『ポケットモンスター クリスタルバージョン』のみ、カラー専用ソフトながら『ポケモンスタジアム 金・銀』と64GBパックの組み合わせにより、NINTENDO64上で遊べた。
ライセンス商品
バーコードリーダー（タム）
バーコード対戦 バーディガンで使用できるバーコードリーダー。

## ソフトウェア
ゲームボーイカラーの発売以降、タイトルによって例外もあるが、ゲームボーイ&カラー共通ソフト（以下、共通ソフト）は黒色のカートリッジ、ゲームボーイカラー専用ソフト（以下、専用ソフト）のカートリッジはスケルトンとなり、従来の灰色カートリッジと見分けがつくようになっている。
本機発売前の1998年9月25日にエニックスの『ドラゴンクエストモンスターズ テリーのワンダーランド』が初の共通ソフトとして発売された。ローンチタイトルとしては『テトリスDX』、『ワリオランド2 盗まれた財宝』など3タイトルでいずれも共通ソフトである。初の専用ソフトは本機発売から約半年後の1999年4月23日にケムコから発売された『トップギア・ポケット』である。
その後は専用ソフトの新規タイトル数が共通ソフトを上回っていくが、エニックスやバンプレストなど2001年以降も共通ソフトで発売するメーカーもあった。
最後の共通ソフトはバンプレストから2002年6月28日に発売された『From TV animation ONE PIECE 幻のグランドライン冒険記!』、最後の専用ソフトは小学館から2003年7月18日に発売された『ドラえもんのスタディボーイ かんじよみかきマスター』である。
2001年3月に次世代機のゲームボーイアドバンスが発売されたこともあり、対応ソフトの発売期間はゲームボーイカラー以前の灰色カートリッジ時代と比較して短かった。

### 売上ランキング
| 順位 | ソフト                                                                            | 販売会社               | ジャンル                   | 発売日         | 価格(税抜) | 販売本数    |
| ---- | --------------------------------------------------------------------------------- | ---------------------- | -------------------------- | -------------- | ---------- | ----------- |
| 01位 | 遊☆戯☆王デュエルモンスターズ4 最強決闘者戦記 遊戯デッキ・城之内デッキ・海馬デッキ | KONAMI                 | カードゲーム               | 2000年12月07日 | 4800円     | 221万0163本 |
| 02位 | ポケットモンスター クリスタルバージョン                                           | 任天堂                 | RPG                        | 2000年12月14日 | 3800円     | 187万1307本 |
| 03位 | ゼルダの伝説 ふしぎの木の実 時空の章・大地の章                                    | 任天堂                 | アクション・アドベンチャー | 2001年02月27日 | 3800円     | 074万6054本 |
| 04位 | 遊☆戯☆王デュエルモンスターズIII 三聖戦神降臨（トライホーリーゴッドアドバント）    | KONAMI                 | カードゲーム               | 2000年07月13日 | 4500円     | 072万6518本 |
| 05位 | ドラゴンクエストIII そして伝説へ…                                                 | スクウェア・エニックス | RPG                        | 2000年12月08日 | 6400円     | 063万8551本 |
| 06位 | コロコロカービィ                                                                  | 任天堂                 | アクション                 | 2000年08月23日 | 4500円     | 056万3914本 |
| 07位 | とっとこハム太郎2 ハムちゃんず大集合でちゅ                                        | 任天堂                 | アドベンチャー             | 2001年04月21日 | 3800円     | 049万7061本 |
| 08位 | マリオテニスGB                                                                    | 任天堂                 | スポーツ                   | 2000年11月01日 | 3800円     | 035万7987本 |
| 09位 | とっとこハム太郎 ともだち大作戦でちゅ                                             | 任天堂                 | その他                     | 2000年09月08日 | 3800円     | 034万3950本 |
| 10位 | ゼルダの伝説 夢をみる島DX                                                         | 任天堂                 | アクション・アドベンチャー | 1998年12月12日 | 3500円     | 031万4313本 |
| 11位 | ワリオランド3 不思議なオルゴール                                                  | 任天堂                 | アクション                 | 2000年03月21日 | 3800円     | 025万5536本 |
| 12位 | ドンキーコング2001                                                                | 任天堂                 | アクション                 | 2001年01月21日 | 3800円     | 024万0610本 |
| 13位 | メダロット3 カブトバージョン / クワガタバージョン                                 | イマジニア             | RPG                        | 2000年07月23日 | 4300円     | 023万5617本 |
| 14位 | マリオゴルフ                                                                      | 任天堂                 | SPT                        | 1999年08月10日 | 3800円     | 021万9830本 |
| 15位 | 爆転シュート ベイブレード                                                         | ブロッコリー           | RPG                        | 2001年07月27日 | 4800円     | 021万2855本 |
| 16位 | ドンキーコングGB ディンキーコング&ディクシーコング                                | 任天堂                 | アクション                 | 2000年01月28日 | 3800円     | 020万8359本 |
| 17位 | 不思議のダンジョン 風来のシレンGB2                                                | チュンソフト           | RPG                        | 2001年07月19日 | 4500円     | 017万2580本 |
| 18位 | トレード＆バトル カードヒーロー                                                   | 任天堂                 | TCG                        | 2000年02月21日 | 3800円     | 016万2163本 |
| 19位 | サクラ大戦GB 檄・花組入隊!                                                        | メディアファクトリー   | AVG                        | 2000年07月28日 | 4800円     | 013万2579本 |
| 20位 | メダロット4 カブトバージョン / クワガタバージョン                                 | イマジニア             | RPG                        | 2001年03月23日 | 4500円     | 011万5674本 |

## CM
冒頭に「ゲームボーイカラー」のサウンドロゴとロゴマークが出現し、海外の老若男女がゲームに興じているなかで、字幕で「バッテリー20時間連続プレイ」、ナレーターが「カラーがあればまいにちたのしい」とアピールするものだった。